# Karolína Muchová
Karolína Muchová, nascida em 21 de agosto de 1996, é uma tenista tcheca. Ela alcançou sua melhor posição no ranking mundial de simples no 8º lugar, alcançado em 11 de setembro de 2023. Muchová chegou a duas finais no WTA Tour, ganhando um título, o Korea Open de nível internacional em 2019.
Muchová tornou-se oficialmente profissional em 2013. Ela ganhou destaque pela primeira vez no US Open de 2018, derrotando a número 12 do mundo e duas vezes campeã de Grand Slams, Garbiñe Muguruza, na segunda rodada. No ano seguinte, Muchová chegaria às quartas de final em seu primeiro Grand Slam, em Wimbledon ao derrotar a número 3 do mundo e favorita do torneio, Karolína Plíšková. No Australian Open de 2021, ela chegou às semifinais ao derrotar a número 1 do mundo, Ashleigh Barty, mas depois perdeu para Jennifer Brady.

## Vida pregressa e antecedentes
Karolína Muchová nasceu em 21 de agosto de 1996 em Olomouc. Seu pai é o ex-jogador de futebol tcheco Josef Mucha. Ele a apresentou ao tênis aos sete anos. Ela também tem um irmão, com quem praticou muitos esportes quando eram crianças. Como havia quadras de tênis perto de sua casa, ela decidiu comprar uma raquete de tênis e, quando tinha cerca de 12 anos, escolheu o tênis em vez do handebol. Ela se mudou para treinar em Praga em 2019. Ela afirmou que seu ídolo do tênis era Roger Federer. Ela lutou contra muitas lesões durante seus primeiros anos.

## Carreira profissional

### 2013–2018: Avanços
Muchová começou a jogar no Circuito Feminino da ITF em outubro de 2013 aos 17 anos. Seu primeiro torneio foi um evento de US$ 10.000 em Dubrovnik, onde ela alcançou a segunda rodada. Em julho do ano seguinte, ela conquistou seu primeiro título da ITF em Michalovce, na Eslováquia. Ela então começou a ter performances baixas até março de 2016, quando ganhou seu segundo título de simples da ITF em Xarm el-Xeikh, e duas semanas depois outro evento no mesmo local. Em julho de 2017, ela chegou à final do evento de US$ 75k ITS Cup [en] em Olomouc, perdendo lá para sua compatriota Markéta Vondroušová. Ela então fez sua estreia na chave principal do WTA Tour no Korea Open de 2017 depois de derrotar duas jogadoras de ranking baixo, e então perdeu na primeira rodada da chave principal para Priscilla Hon [en].
Ela fez sua estreia na chave principal em um grande evento no US Open de 2018, vencendo três partidas da qualificatória. Depois de vencer sua partida de abertura contra Dayana Yastremska, Muchová derrotou a bicampeã do Grand Slam e 12º cabeça-de-chave Garbiñe Muguruza na segunda rodada para marcar sua primeira vitória entre as 20 primeiras, avançando para a terceira rodada do torneio. Na terceira rodada, ela perdeu para Ashleigh Barty.

### 2019: Primeira quartas de final em Wimbledon, primeiro título do WTA Tour, estreia no Top 30
Muchová começou a temporada com uma derrota na primeira rodada do Australian Open, perdendo para Karolína Plíšková. Ela então fez sua primeira quarta de final do WTA Tour no Qatar Ladies Open de nível Premier, depois de derrotar Samantha Stosur e Hsieh Su-wei, mas depois perdeu para a número 4, Elina Svitolina. No Miami Open, ela estreou nos torneios de nível "Premier Mandatory", mas foi eliminada na segunda rodada por Angelique Kerber. Sua primeira final em nível de turnê veio no Aberto de Praga, onde perdeu para Jil Teichmann. Seu desempenho foi suficiente para colocá-la pela primeira vez no top 100 do ranking WTA. Em junho, ela venceu Anett Kontaveit para chegar à segunda rodada do Aberto da França, onde perdeu para Irina-Camelia Begu.
Em julho, ela chegou às quartas de final em Wimbledon, derrotando a compatriota Karolína Plíšková, terceira cabeça de chave, por 13 a 11 no "tiebreak" do set final da partida da quarta rodada, que durou mais de três horas. Ela se tornou a primeira jogadora a chegar às quartas de final em sua estreia em Wimbledon desde Li Na em 2006. Nas quartas de final, Muchová perdeu para Elina Svitolina. Ela seguiu com as quartas de final no Bronx Open e a terceira rodada do US Open, onde foi derrotada por Serena Williams. Seu primeiro título do WTA Tour veio no Korea Open, onde ela derrotou Magda Linette na final. Muchová então continuou com bons resultados, chegando às semifinais da Kremlin Cup de nível Premier, na qual perdeu para Anastasia Pavlyuchenkova. No final do ano, ela estreou no WTA Elite Trophy com sucesso em seu grupo round-robin, derrotando duas americanas, Sofia Kenin e Alison Riske, mas depois perdeu para Aryna Sabalenka na semifinal. Ela terminou o ano como nº 21 do mundo.

### 2020: Resultados inconsistentes, quarta rodada do US Open
Em 2020, Muchová produziu resultados bastante diversos. Ela chegou à segunda rodada do Australian Open pela primeira vez em sua carreira. Lá ela perdeu para CiCi Bellis em dois sets. Ela então jogou pela primeira vez no Qatar Open, onde também registrou sua primeira vitória sobre Magda Linette, mas perdeu para a sétima cabeça-de-chave Kiki Bertens na segunda rodada. Após a suspensão de seis meses do WTA Tour devido à pandemia de COVID-19, ela jogou pela primeira vez no Cincinnati Open, onde venceu a vinda da qualificatória  Ann Li na primeira rodada, antes de perder para Naomi Osaka.
Seu melhor desempenho da temporada veio no US Open, quando ela venceu Venus Williams Anna Kalinskaya e Sorana Cîrstea para chegar à primeira oitava de final, mas depois perdeu para Victoria Azarenka. No final do ano, Muchová alcançou apenas a primeira rodada do Aberto da França e a segunda rodada do Ostrava Open. No entanto, ela passou o ano inteiro entre as 30 primeiras.

### 2021: Semifinal do Australian Open, Top 20, segunda quartas de final de Wimbledon
Muchová chegou às semifinais do Australian Open, vencendo a número 1 do mundo, Ashleigh Barty, mas perdeu para Jennifer Brady em três sets.
Depois de chegar às quartas de final do Madrid Open derrotando a segunda cabeça-de-chave Naomi Osaka e a 16ª cabeça-de-chave Maria Sakkari, sua primeira participação nas quartas de final de um WTA 1000, Muchová alcançou o recorde de sua carreira como número 19 do mundo em 17 de maio de 2021. Duas semanas depois, em junho, a boa forma continuou ao chegar à terceira rodada do Aberto da França também pela primeira vez na carreira.
Como 19ª cabeça de chave em Wimbledon, Muchová chegou às quartas de final pela segunda vez, derrotando a 30ª cabeça-de-chave Paula Badosa. Muchová foi apenas a terceira mulher na história de Wimbledon a chegar às quartas de final em suas duas primeiras aparições no evento (2019 e 2021).
Como 22ª cabeça de chave Muchová foi eliminada na primeira rodada do US Open por Sara Sorribes Tormo em dois sets.

### 2022: Hiato por lesão, segunda rodada do Aberto da França, terceira rodada e vitória entre as Top 5, Top 100
Ela não jogou no Australian Open por causa de uma lesão. Como resultado, sua classificação caiu do top 50.
Muchová voltou a Miami sem ser uma cabeça de chave. Na primeira rodada, ela derrotou a companheira Tereza Martincová em dois sets por "tiebreak". Então, ela derrotou a 18ª cabeça-de-chave Leylah Fernandez, antes de desistir de sua partida da terceira rodada contra Naomi Osaka.
Em Madri, ela jogou usando o "ranking protegido", derrotando a adolescente chinesa  Zheng Qinwen antes de perder para a 11ª cabeça de chave Belinda Bencic.
Rankeada em 81º lugar na época do Aberto da França, sua forma melhorou substancialmente ao chegar à terceira rodada, derrotando a quarta cabeça de chave e semifinalista de 2021 Maria Sakkari na segunda rodada, em dois sets, para a maior vitória de sua carreira e sua quarta vitória entre as 5 primeiras.
Apesar dessas melhorias no desempenho, ela terminou o ano fora do top 100, no 149º lugar do mundo.

### 2023: Primeiras finais em Major e WTA 1000, número 8 do mundo, lesão no pulso e desistência do WTA Finals
Usando seu ranking protegido, ela voltou ao Australian Open e chegou à segunda rodada, bem como às quartas de final no Dubai Tennis Championships, derrotando a oitava cabeça de chave Belinda Bencic, mas desistiu da partida das quartas de final, alcançando o top 80 em 27 de fevereiro de 2023 após subir 35 posições.
No BNP Paribas Open também usando o ranking protegido, ela chegou à quarta rodada derrotando Yulia Putintseva, 14ª cabeça de chave Victoria Azarenka e a 23ª cabeça de chave Martina Trevisan. Em seguida, ela derrotou Markéta Vondroušová para chegar às quartas de final da temporada e a segunda no nível WTA 1000 desde Dubai. Como resultado, ela voltou para o top 55 subindo 20 posições no ranking. No Miami Open, desta vez vinda da qualificatória, ela chegou à terceira rodada derrotando Jil Teichmann e a 32º cabeça de chave Lin Zhu [en]. Como resultado, ela subiu algumas posições e entrou no top 50 no ranking. Rankeada em 43º lugar na época do Aberto da França ela entrou na chave principal sem ser uma cabeça de chave. Ela derrotou a nº 8 do mundo Maria Sakkari na primeira rodada, sua segunda vitória consecutiva neste Major contra a grega e a oitava vitória entre as 10 primeiras no geral. Em seguida, ela derrotou Nadia Podoroska, Irina-Camelia Begu e a "lucky loser"  Elina Avanesyan para chegar às quartas de final pela primeira vez. Em seguida, ela derrotou Anastasia Pavlyuchenkova para chegar à sua segunda semifinal importante da carreira e à primeira semifinal em Roland Garros. Ela então deu um passo adiante, derrotando a número 2 do mundo Aryna Sabalenka em uma partida de três sets, durando mais de três horas, salvando um match point e se recuperando de 2–5 no set final para chegar à sua primeira final da carreira em um torneio "Major". Ela se tornou a quarta finalista feminina com pior ranking na história do Aberto da França. Ela se tornou também a quinta jogadora tcheca a chegar à final em Roland Garros na "Era Aberta". Na final, ela perdeu para a número 1 do mundo e defensora do título Iga Świątek em três sets. Como resultado, ela alcançou o 16º lugar no ranking da WTA, em 12 de junho de 2023.
Em Wimbledon, ela perdeu na primeira rodada para Jule Niemeier [en] em três sets.
De volta às quadras duras, Muchova chegou às oitavas de final do Warsaw Open onde perdeu para Rebecca Sramkova [en] em jogo de três sets. Já na América do norte, em Montreal, ela chegou às oitavas de final onde perdeu para a número um do mundo Iga Swiatek em jogo de três sets. No torneio WTA 1000 seguinte, em Cincinnati, Muchova chegou à final de um WTA 1000 pela primeira vez na carreira derrotando a 12ª cabeça de chave Beatriz Haddad Maia, Petra Martic, a 8ª cabeça de chave Maria Sakkari,  Marie Bouzkova e a 2ª cabeça de chave Aryna Sabalenka no caminho. Ela chegou à final depois de vários jogos intensos de três sets, e acabou perdendo para Coco Gauff em sets diretos. Essa sequência de resultados fez com que ela chegasse ao Top 10 pela primeira vez na carreira.
No US Open, como "cabeça de chave" N° 10, Muchová voltou a atingir a boa forma em Grand Slams ao chegar à fase semifinal do torneio pela primeira vez em sua carreira. Ela venceu suas três primeiras rodadas em sets diretos, derrotando Storm Hunter, Magdalena Fręch e Taylor Townsend, antes de vencer Wang Xinyu em três sets na quarta rodada. Ela então venceu rapidamente Sorana Cîrstea em sua partida das quartas de final, perdendo apenas três games. Nas semifinais, ela perdeu sua segunda partida para Coco Gauff em um mês em sets diretos porém muito equilibrados no que seria sua última partida da temporada. Apesar da derrota, Muchová alcançou a posição mais alta de sua carreira, atingindo o 8º lugar no mundo, em 11 de setembro.
Apesar de ter desistido do Pan Pacific Open e do China Open, Muchová se classificou para o WTA Finals pela primeira vez no dia 6 de outubro, garantindo a última vaga pelo ranking. Infelizmente, ela foi forçada a desistir do torneio menos de uma semana antes de seu início devido a uma lesão no pulso direito que sofreu no US Open, encerrando assim sua temporada. No final do ano, Muchová anunciou que não participaria do Australian Open de 2024 ainda devido à contusão no pulso.

### 2024
No início da temporada, Muchova pulou todos os torneios principais durante o verão australiano e o Australian Open. Em fevereiro, ela foi submetida a uma cirurgia no pulso, o que a fez pular o giro do Oriente Médio e os torneios do Sunshine Double nos Estados Unidos, estendendo seu hiato, só retornando aos treinos de alto nível em maio.
Muchova voltou ao tour no Eastbourne International em junho, no qual, venceu Elina Avanesyan por desistência da adversária na primeira rodada, e conquistou sua primeira vitória de fato, desde a interrupção, contra Magda Linette em sets diretos. No entanto, depois de sentir uma leve rigidez no pulso, ela desistiu da próxima rodada. Em Wimbledon, ela perdeu para Paula Badosa na primeira rodada em sets diretos.
De  volta às quadras de saibro, Muchova participou do Palermo Ladies Open onde, depois de passar por Katarzyna Kawa [en], por Noma Noha Akugue [en], por Astra Sharma nas quartas de final e por Irina-Camelia Begu na sua semifinal, enfrentou a defensora do título, Zheng Qinwen, na final em um jogo equilibrado, que perdeu em três sets ficando com o vice-campeonato. Na sequência, participou dos Jogos Olímpicos, onde perdeu na primeira rodada na chave de simples e chegou até às semifinais na chave de duplas em parceria com Linda Noskova, jogo que perderam em sets diretos para a dupla italiana, Sara Errani / Jasmine Paolini, na sequência, disputaram a medalha de bronze, mas perderam para a dupla espanhola, Cristina Bucșa / Sara Sorribes Tormo.
De volta às quadras duras na América do norte, Muchova, participou do Cincinnati Open, onde passou por Dayana Yastremska na primeira rodada em sets diretos, mas perdeu para a cabeça de chave N° 6 e eventual vice-campeã, Jessica Pegula, na segunda em jogo de três sets. No US Open, seu desempenho foi muito melhor. Chegou às oitavas de final e passou pela cabeça de chave N° 5, Jasmine Paolini, em sets diretos. Nas quartas de final, passou pela cabeça de chave N° 22, Beatriz Haddad Maia, também em sets diretos. Na semifinal, no entanto, enfrentou novamente Jessica Pegula, cabeça de chave N° 6 e eventual vice-campeã, e mais uma vez perdeu em jogo de três sets.
Muchova deu início ao giro asiático no China Open, no qual passou por Anna Blinkova, Yuan Yue, Jaqueline Cristian e Cristina Bucsa nas primeiras rodadas, todos esses jogos em sets diretos. Nas quartas de final, venceu a cabeça de chave N° 1, Aryna Sabalenka em jogo de três sets, na semifinal, venceu a cabeça de chave N° 5 e favorita local, Qinwen Zheng, em sets diretos. Na final, perdeu para a cabeça de chave N° 4, Coco Gauff, também em sets diretos, ficando com o vice-campeonato.

## Estatísticas da carreira

### Quadros de linha de tempo
| V | F | SF | QF | #R | RR | Q# | NQ | NP | NO |

 •  (V) vencedor; (F) finalista; (SF) semifinalista; (QF) quartas de final; (#R) rodada 4, 3, 2, 1; (RR) round-robin; (Q#) rodada qualificatória;  (NQ) não qualificado; (NP) não participou;  (NO) não ocorreu; (TS) taxa de sucesso (eventos vencidos / participados); (V–P) jogos vencidos-perdidos.
 •  Para evitar confusões e contagem em duplicidade, esses quadros são atualizados após a conclusão de um torneio ou quando a participação de um jogador termina.

#### Simples
| Torneio                  | 2016 | 2017 | 2018 | 2019 | 2020 | 2021 | 2022 | 2023 | TS                   | V–P                  | % de Vitórias        |
| ------------------------ | ---- | ---- | ---- | ---- | ---- | ---- | ---- | ---- | -------------------- | -------------------- | -------------------- |
| Australian Open          | NP   | NP   | NP   | 1R   | 2R   | SF   | NP   | 2R   | 0 / 4                | 7–4                  | 64%                  |
| Aberto da França         | NP   | NP   | Q1   | 2R   | 1R   | 3R   | 3R   | F    | 0 / 5                | 11–5                 | 69%                  |
| Wimbledon                | NP   | NP   | Q2   | QF   | NH   | QF   | 1R   | 1R   | 0 / 4                | 8–4                  | 67%                  |
| US Open                  | Q1   | NP   | 3R   | 3R   | 4R   | 1R   | 1R   |      | 0 / 5                | 7–5                  | 58%                  |
| Vencidos-Perdidos        | 0–0  | 0–0  | 2–1  | 7–4  | 4–3  | 11–4 | 2–3  | 7–3  | 0 / 18               | 33–18                | 65%                  |
| Estatísticas da carreira |      |      |      |      |      |      |      |      |                      |                      |                      |
| Títulos                  | 0    | 0    | 0    | 1    | 0    | 0    | 0    | 0    | Total na carreira: 1 | Total na carreira: 1 | Total na carreira: 1 |
| Finais                   | 0    | 0    | 0    | 2    | 0    | 0    | 0    | 1    | Total na carreira: 3 | Total na carreira: 3 | Total na carreira: 3 |
| Ranking no final do ano  | 208  | 272  | 145  | 21   | 27   | 32   | 149  |      | US$ 3.835.685        | US$ 3.835.685        | US$ 3.835.685        |